# Піта мангрова
Піта мангрова (Pitta megarhyncha) — вид горобцеподібних птахів родини пітових (Pittidae).

## Поширення
Вид поширений в Південно-Східній Азії. Поширений в регіоні Сундарбан в Бангладеш, на сході Індії, на півдні М'янми і Таїланду, в Малайзії та Індонезії (Суматра, Банка). Мешкає у мангрових лісах та пальмових гаях.

## Опис
Птах завдовжки 18-21 см. У нього міцне тіло з короткими крилами і хвостами, міцними ногами, видовженими головою та дзьобом. Оперення коричневе на верхівці голови, грудях і животі, тоді як горло біле, а на голові є чорна маска, яка від основи дзьоба досягає потилиці та покриває щоки. Спина і крила зелені. Махові пера блакитні. Хвіст чорний з блакитним кінчиком. Нижня половина хвоста і низ живота червоні. Очі карі, дзьоб чорнуватий, ноги тілесного кольору.

## Спосіб життя
Харчується равликами, хробаками, комахами та іншими безхребетними, яких знаходить на землі в густому підліску.